# Dmitri Michailowitsch Schamajew
Dmitri Michailowitsch Schamajew (russisch Дмитрий Михайлович Шамаев, englisch Dmitrii Shamaev; * 30. Juni 1995 in Ischewsk, Republik Udmurtien) ist ein russischer Biathlet, der seit 2021 international für Rumänien startet. Er ist zweifacher Jugend- und Juniorenweltmeister.

## Sportliche Laufbahn
Dmitri Schamajew startete seine internationale Karriere bei den Jugendweltmeisterschaften 2014 im US-amerikanischen Presque Isle und gewann, jeweils hinter Sean Doherty und Marco Groß, sofort seine ersten Einzelmedaillen in Sprint und Verfolgung. Zudem war er mit der Jugendstaffel um Jaroslaw Kostjukow und Wiktor Plizew siegreich. Im Folgejahr startete der Russe bei den Juniorenbewerben der Europameisterschaften und gewann mit der Mixedstaffel erneut Gold, im Einzel verpasste er eine Medaille nur knapp. Im neu geschaffenen IBU-Junior-Cup ging es für Schamajew 2015/16 zweimal unter die Top 10, sein drittes Staffelgold gab es bei der Junioren-WM 2016 mit Plizew, Nikita Porschnew und Kirill Strelzow. Die letzten Wettkämpfe für sein Geburtsland absolvierte er bei der Sommerbiathlon-WM desselben Jahres.

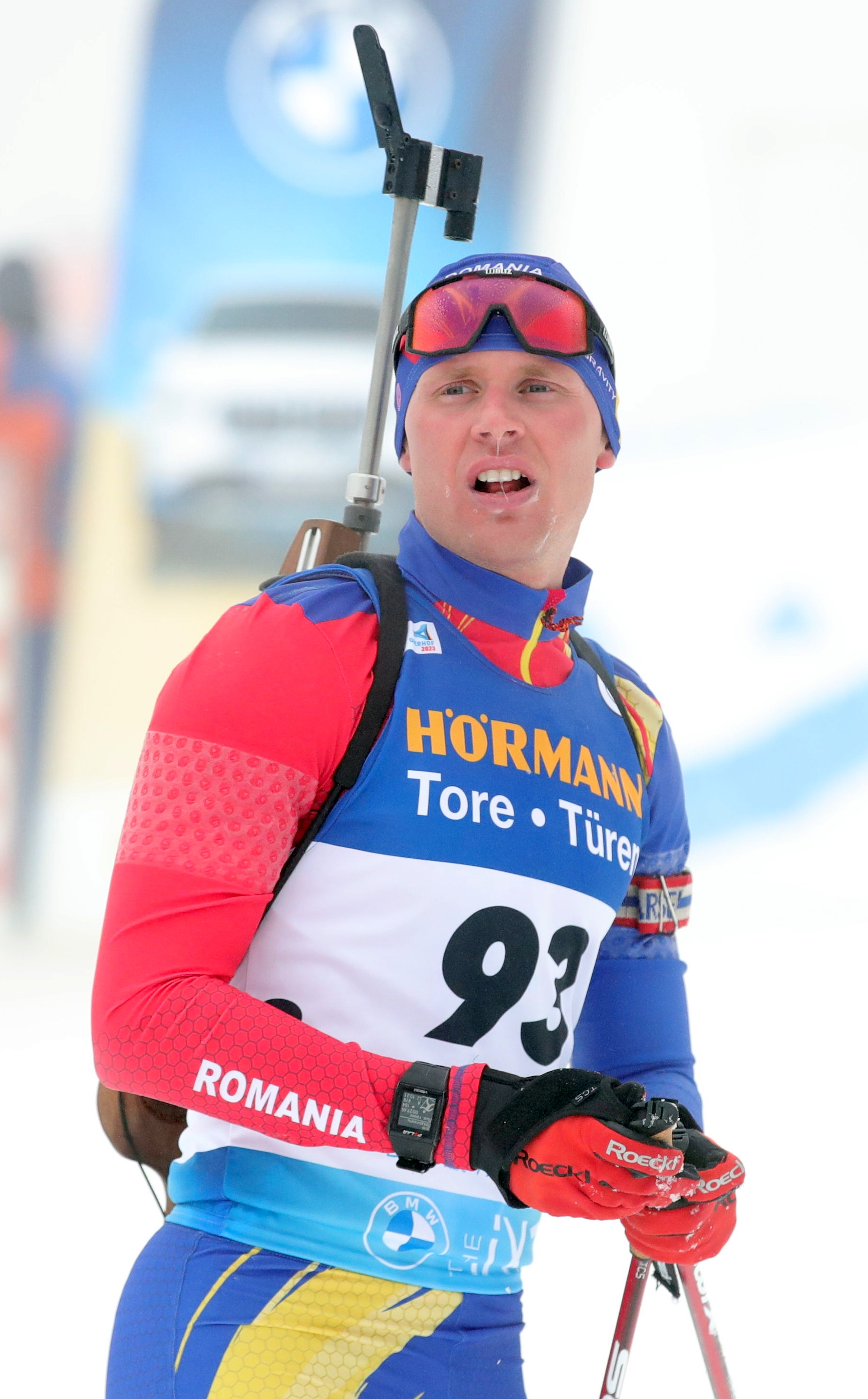
Schamajew nach dem WM-Sprint 2023

Im Sommer 2021 erhielt Schamajew wie auch seine Mannschaftskameradin Natalja Uschkina die rumänische Staatsbürgerschaft und startet seitdem für den rumänischen Biathlonverband. Nachdem er in seinen ersten IBU-Cup-Rennen Ende 2021 mit zwei Top-20-Platzierungen sofort überzeugen konnte, startete er seitdem im Biathlon-Weltcup. Dabei überzeugte der Rumäne weniger mit guten Laufzeiten, traf aber nahezu alle Scheiben und verhalf damit der rumänischen Herrenstaffel bei den Wettkämpfen von Östersund zum ersten Top-10-Platz der Geschichte. Beim Einzelrennen von Antholz verpasste Schamajew als 44. seine ersten Weltcuppunkte knapp. Das Verfolgungsrennen bei den Europameisterschaften 2022 schloss der Rumäne als Zehnter ab, während er mit der Mixedstaffel seine erste Seniorenmedaille unglücklich verpasste, da beim Wechsel von Anastassija Tolmatschowa auf Jelena Tschirkowa der Körperkontakt in der Wechselzone nicht hergestellt wurde und die Staffel eine zweiminütige Zeitstrafe addiert bekam. Beim ersten Sprintrennen der Saison 2022/23 lief Schamajew in Kontiolahti als 25. erstmals in die Punkteränge auf Weltcupebene, während er im weiteren Saisonverlauf konstant die Verfolgungsrennen erreichte, mit Ausnahme des Verfolgers von Nové Město na Moravě aber keine weiteren Punkte gewann. Erfolgreich verliefen die Weltmeisterschaften, Schamajew erzielte Rang 25 im Einzel und schloss die Herrenstaffel mit George Buta, George Colțea und Raul Flore auf einem außergewöhnlich guten achten Platz ab. In Nové Město gelang dem Rumänen mit Anastassija Tolmatschowa zudem ein zehnter Platz in der Single-Mixed-Staffel, den Winter schloss er als 72. der Gesamtwertung ab.
Sehr gut schnitt Schamajew bei den Sommerbiathlon-Weltmeisterschaften 2023 im August des Jahres ab: er lief in Sprint, Supersprint und Massenstart in die Top 8 und gewann dabei im Massenstart hinter Taras Lessjuk die Silbermedaille. Im darauffolgenden Winter allerdings konnte der Rumäne nicht wirklich überzeugen. Zwar zeigte er immer wieder seine Stärken am Schießstand, ließ aber auf der Strecke regelmäßig zu viel Zeit liegen, was zu lediglich einem einzigen Punktgewinn – im Kurzeinzel von Antholz – reichte. Bei den Saisonhöhepunkten hingegen ließ er sein Können aufblitzen: Im Rahmen der Weltmeisterschaften stellte Schamajew mit Rang 22 im Einzel sein bestes Ergebnis auf Weltcupebene auf, bei den Europameisterschaften holte er im Verfolgungswettkampf 15 Plätze auf und gewann hinter Isak Frey und vor Antonin Guigonnat recht überraschend die Silbermedaille.
In der Saison 2024/25 verbesserte sich Schamajew in der Gesamtwertung und zeigte sich einmal mehr als ausgezeichneter Schütze. So blieb er vom Verfolger in Le Grand-Bornand Mitte Dezember bis zum Sprint in Antholz Mitte Januar wettkampfübergreifend in sechs Einzelrennen ohne Fehlschuss, was 90 getroffenen Scheiben in Folge entspricht. Das Verfolgungsrennen in Frankreich ergab mit Rang 26 auch gleichzeitig das beste Saisonresultat des Rumänen.

## Statistiken

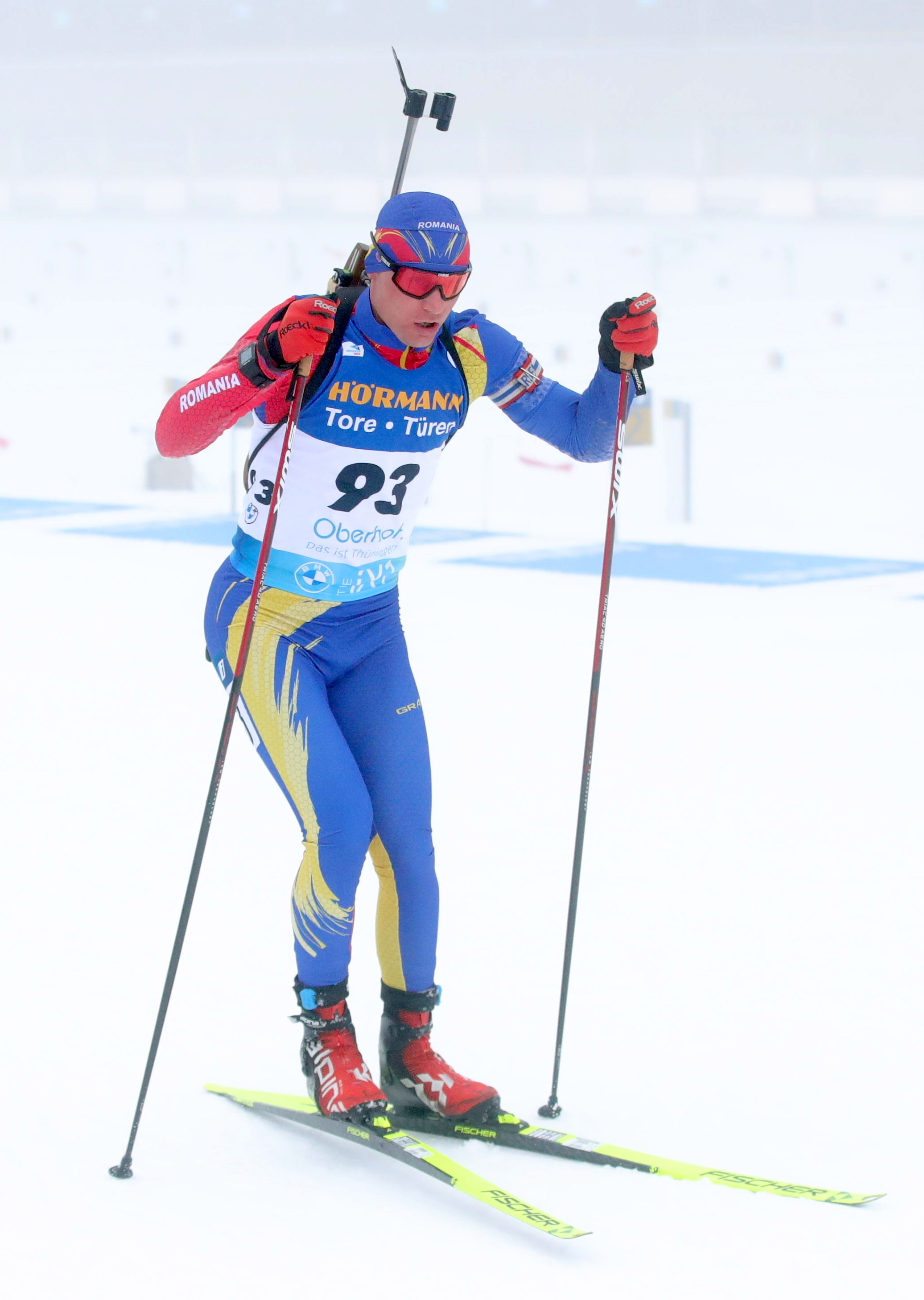
Schamajew 2023 in Oberhof

### Weltcupplatzierungen
Die Tabelle zeigt alle Platzierungen (je nach Austragungsjahr einschließlich Olympische Spiele und Weltmeisterschaften).
- 1.–3. Platz: Anzahl der Podiumsplatzierungen
- Top 10: Anzahl der Platzierungen unter den ersten zehn (einschließlich Podium)
- Punkteränge: Anzahl der Platzierungen innerhalb der Punkteränge (einschließlich Podium und Top 10)
- Starts: Anzahl gelaufener Rennen in der jeweiligen Disziplin
- Staffel: inklusive Mixed- und Single-Mixed-Staffeln

| Platzierung               | Einzel | Sprint | Verfolgung | Massenstart | Staffel | Gesamt |
| ------------------------- | ------ | ------ | ---------- | ----------- | ------- | ------ |
| 1. Platz                  |        |        |            |             |         |        |
| 2. Platz                  |        |        |            |             |         |        |
| 3. Platz                  |        |        |            |             |         |        |
| Top 10                    |        |        |            |             | 3       | 3      |
| Punkteränge               | 4      | 2      | 3          |             | 28      | 37     |
| Starts                    | 10     | 26     | 14         |             | 28      | 78     |
| Stand: Saisonende 2024/25 |        |        |            |             |         |        |

### Weltcupwertungen
Ergebnisse bei Weltcups (Disziplinen- und Gesamtweltcup) gemäß Punktesystem.
| Saison  | Einzel | Einzel | Sprint | Sprint | Verfolgung | Verfolgung | Massenstart | Massenstart | Gesamt | Gesamt |
| Saison  | Platz  | Punkte | Platz  | Punkte | Platz      | Punkte     | Platz       | Punkte      | Platz  | Punkte |
| ------- | ------ | ------ | ------ | ------ | ---------- | ---------- | ----------- | ----------- | ------ | ------ |
| 2022/23 | –      | –      | 59.    | 16     | 66.        | 8          | –           | –           | 72.    | 24     |
| 2023/24 | 58.    | 6      | –      | –      | –          | –          | –           | –           | 83.    | 6      |
| 2024/25 | 41.    | 26     | 68.    | 9      | 50.        | 23         | –           | –           | 56.    | 58     |

### Biathlon-Weltmeisterschaften
Ergebnisse bei den Weltmeisterschaften:
| Weltmeisterschaften | Weltmeisterschaften | Einzelwettbewerbe | Einzelwettbewerbe | Einzelwettbewerbe | Einzelwettbewerbe | Staffelwettbewerbe | Staffelwettbewerbe | Staffelwettbewerbe |
| Jahr                | Ort                 | Einzel            | Sprint            | Verfolgung        | Massenstart       | Herrenstaffel      | Mixedstaffel       | S.-M.-Staffel      |
| ------------------- | ------------------- | ----------------- | ----------------- | ----------------- | ----------------- | ------------------ | ------------------ | ------------------ |
| 2023                | Oberhof             | 25.               | 91.               | –                 | –                 | 8.                 | –                  | –                  |
| 2024                | Nové Město          | 22.               | 59.               | DNS               | –                 | 15.                | 23.                | 20.                |
| 2025                | Lenzerheide         | 80.               | –                 | –                 | –                 | 22.                | –                  | –                  |

### Jugend-/Juniorenweltmeisterschaften
Schamajew nahm 2014 an den Jugend-, ab 2015 an den Juniorenwettkämpfen teil.
| Weltmeisterschaften | Weltmeisterschaften | Einzelwettbewerbe | Einzelwettbewerbe | Einzelwettbewerbe | Herrenstaffel |
| Jahr                | Ort                 | Einzel            | Sprint            | Verfolgung        | Herrenstaffel |
| ------------------- | ------------------- | ----------------- | ----------------- | ----------------- | ------------- |
| 2014                | Presque Isle        | 9.                | 3.                | 3.                | 1.            |
| 2015                | Minsk               | 16.               | 44.               | 28.               | –             |
| 2016                | Cheile Grădiștei    | 5.                | 8.                | 8.                | 1.            |